# Hoboken-World Trade Center
De Hoboken-World Trade Center is een treindienst die wordt uitgevoerd door PATH. Hij staat groen aangegeven op kaarten en treinen. De treindienst voert van Hoboken naar de World Trade Center Transportation Hub in Lower Manhattan. Deze dienst wordt uitgevoerd van maandag tot en met vrijdag van 6:00 tot 23:00 uur en niet in het weekend.

## Lijst van stations
| Station                               | Wanneer               | Overstapmogelijkheden | Toegankelijk |
| ------------------------------------- | --------------------- | --------------------- | ------------ |
| New Jersey                            |                       |                       |              |
| Hoboken                               | Ma-Vr 6:00 -23:00 uur | HOB–33                |              |
| Pavonia/Newport                       | Ma-Vr 6:00 -23:00 uur | JSQ–33                |              |
| Exchange Place                        | Ma-Vr 6:00 -23:00 uur | NWK–WTC               |              |
| Manhattan                             |                       |                       |              |
| World Trade Center Transportation Hub | Ma-Vr 6:00 -23:00 uur | NWK–WTC               |              |

## Dienstuitvoering
| Traject       | Treinopvolging | Treinopvolging  | Treinopvolging |
| Traject       | Spits          | Overdag (ma-vr) | Avonden        |
| ------------- | -------------- | --------------- | -------------- |
| Hoboken ↔ WTC | 6 minuten      | 10-12 minuten   | 15 minuten     |